# Europa Cup (korfbal) 2004
De Europacup korfbal 2004 was de 19e editie van dit internationale zaalkorfbaltoernooi.

## Deelnemers

### Poule A
| Club         | Plaats         | Poule |
| ------------ | -------------- | ----- |
| Fortuna      | Delft          | A     |
| MAFC         | Boedapest      | A     |
| Adler Rauxel | Castrop-Rauxel | A     |
| Invicta      | Londen         | A     |

### Poule B
| Club                 | Plaats           | Poule |
| -------------------- | ---------------- | ----- |
| AKC                  | Antwerpen        | B     |
| KCC České Budějovice | České Budějovice | B     |
| SKK Prievidza        | Prievidza        | B     |
| L'Autònoma           | Barcelona        | B     |

## Poulefase Wedstrijden

### Poule A
| Thuisploeg   |   | Uitploeg     | Uitslag |
| ------------ | - | ------------ | ------- |
| Adler Rauxel | - | Invicta      | 15-16   |
| Fortuna      | - | MAFC         | 32-6    |
| Fortuna      | - | Invicta      | 20-10   |
| Adler Rauxel | - | MAFC         | 18-14   |
| Invicta      | - | MAFC         | 22-14   |
| Fortuna      | - | Adler Rauxel | 29-8    |

### Poule B
| Thuisploeg       |   | Uitploeg         | Uitslag |
| ---------------- | - | ---------------- | ------- |
| České Budějovice | - | L'Autònoma       | 17-14   |
| AKC              | - | Prievidza        | 23-10   |
| L'Autònoma       | - | Prievidza        | 20-14   |
| AKC              | - | České Budějovice | 27-8    |
| AKC              | - | L'Autònoma       | 25-10   |
| České Budějovice | - | Prievidza        | 21-8    |

## Finales
| 7e&8e plaats |           |    |
|              |           |    |
| A4           | MAFC      | 8  |
| B4           | Prievidza | 10 |

| 5e&6e plaats |              |    |
|              |              |    |
| A3           | Adler Rauxel | 10 |
| B3           | L'Autònoma   | 9  |

| 3e&4e plaats |                  |    |
|              |                  |    |
| A2           | Invicta          | 14 |
| B2           | České Budějovice | 16 |

| Finale |         |    |
|        |         |    |
| A1     | Fortuna | 11 |
| B1     | AKC     | 10 |

| Kampioen EuropaCup 2004 |
| ----------------------- |
| Fortuna Eerste titel    |

## Eindklassement
| Positie | Club             |
| ------- | ---------------- |
| Goud    | Fortuna          |
| Zilver  | AKC              |
| Brons   | České Budějovice |
| 4       | Invicta          |
| 5       | Adler Rauxel     |
| 6       | L'Autònoma       |
| 7       | Prievidza        |
| 8       | MAFC             |